# Pterotaea cariosa
Pterotaea cariosa är en fjärilsart som beskrevs av George Duryea Hulst 1896. Pterotaea cariosa ingår i släktet Pterotaea och familjen mätare. Inga underarter finns listade.